# Roy Dunlop
Roy Dunlop (... – 27 dicembre 1974) è stato un tennista australiano.

## Carriera
Assieme al connazionale Charles Donohoe vinse nel 1931 il torneo di doppio maschile agli Australian Championships.

## Finali del Grande Slam

### Vinte (1)
| Anno | Torneo                   | Superficie | Compagno        | Avversarie in finale       | Punteggio               |
| 1931 | Australian Championships | Cemento    | Charles Donohoe | Jack Crawford Harry Hopman | 8–6, 6–2, 5-7, 7-9, 6-4 |